# Presbytis siberu
Presbytis siberu is een zoogdier uit de familie van de apen van de Oude Wereld (Cercopithecidae). De wetenschappelijke naam van de soort werd voor het eerst geldig gepubliceerd door  Chasen & Kloss in 1928.

## Voorkomen
De soort komt alleen voor op het eiland Siberut.